# 7TP
Il 7TP è stato un carro armato leggero sviluppato in Polonia, prodotto e impiegato contro le forze tedesche durante l'attacco portatole dalla Germania nelle primissime fasi della seconda guerra mondiale.

## Storia

### Sviluppo
All'inizio degli anni trenta la Polonia deteneva forze corazzate poco numerose e composte esclusivamente da carri leggeri, fino ad allora ritenuti sufficienti. Le velate tensioni con la Germania indussero però i vertici militari ad accelerare la meccanizzazione dell'esercito: durante il 1931 furono ordinati dal Regno Unito 50 Vickers Mk. E, carri armati leggeri del peso di 7 tonnellate, poco apprezzati dall'esercito britannico ma che la Vickers-Armstrong vendette a numerose nazioni spesso affiancati da una licenza. Tra il 1932 e il 1933 arrivarono 16 carri bitorretta (Modello A) e 22 a torretta singola (Modello B), mentre i restanti 12 rimasero in Gran Bretagna come pagamento per la licenza oppure giunsero sfusi negli anni successivi. I primi erano equipaggiati con due mitragliatrici Ckm wz. 25 Hotchkiss da 7,92 mm; i secondi montavano un cannone da 47 mm e una Browning wz. 30 da 7,92 mm. Dopo alcuni test, i membri dell'ufficio tecnico della PZI elaborarono su richiesta dei militari un programma chiamato VAU-33 (Vickers-Armstrong-Ursus 33) per sviluppare carri a singola o doppia torretta prendendo come base il Vickers Mk. E Modello A.
Le sigle dw e jw, abbreviazioni delle parole polacche dwuwieżowy (doppia torretta in italiano) e jednowieżowy (singola torretta in italiano), non sono mai state usate dalle fonti polacche o dall'esercito polacco: il modello standard era quello a due torrette e sia questo che quello a torretta unica erano indistintamente chiamati 7TP.

### Impiego operativo
Al 1º settembre 1939, giorno dell'invasione tedesca e dell'inizio della seconda guerra mondiale, la Polonia schierava 600 carri armati, dei quali solo 136 erano della serie 7TP:
- 24 bitorretta dislocati nel centro d'addestramento poco fuori Varsavia;
- 97 monotorretta;
- 4 prototipi;
- 11 monotorretta prodotti durante i combattimenti.

I 7TP a torretta unica erano suddivisi nel 1° e 2° battaglioni carri leggeri, ognuno forte di 49 carri. I 7TP a due torrette inoltre furono velocemente organizzati nella 1ª e 2ª compagnie carri leggeri, da 12 mezzi ciascuna, quando la capitale fu invasa dai primi reparti corazzati tedeschi.
Il 1º battaglione ricevette il battesimo del fuoco il 4 settembre, quando fu incaricato di coprire la ritirata delle forze polacche dal confine con la Germania. L'8 settembre combatté aspramente contro le forze avversarie in avanzata permettendo così alle truppe amiche di sganciarsi e riposizionarsi. Il 21 settembre dovette arrendersi con quel che rimaneva dei suoi carri. Il 2º battaglione combatté per la prima volta il 5 settembre vicino al fiume Prudka, nel distretto di Belchatow: i carri stavano guidando un contrattacco che fallì a causa della tenace resistenza tedesca. Il 15 settembre il summenzionato battaglione prese parte alla battaglia di Wlodawa subendo pesanti perdite per via dell'imperversare della Luftwaffe. Dopo essere venuti a sapere che l'URSS stava penetrando nella Polonia orientale, i restanti carri furono distrutti dai loro equipaggi, poi fuggiti in Romania. Non è chiaro se essi riuscirono a salvare i 20 mezzi rimanenti, dei quali non si hanno comunque notizie.
La 1ª compagnia fu dispiegata il 12 settembre, ma dopo aver subito gravi perdite nei combattimenti svoltisi nei sobborghi di Varsavia il reparto fu sciolto e i rimanenti carri fatti confluire nella 2ª Compagnia, poi rinforzata da altri veicoli blindati. Questa formazione si distinse durante i contrattacchi locali e per aver frenato le forze avversarie presso Wola. Il 15 settembre, durante la battaglia di Wlodawa, anche i mezzi della 2ª Compagnia furono falcidiati dai bombardieri in picchiata Stuka. I mezzi sopravvissuti furono fatti saltare in aria dagli equipaggi il 27 settembre, quando la Polonia si arrese alla duplice invasione russo-tedesca.
Sebbene disponibili in limitata quantità e ripartiti in diverse unità, i 7TP si rivelarono avversari ingestibili per i Panzer I e II, poco corazzati e, soprattutto i primi, dotati di armi inadeguate. Anche i più grandi ma poco protetti Panzer III e IV ebbero difficoltà nel combatterli.

## Versioni

### Modello a doppia torretta

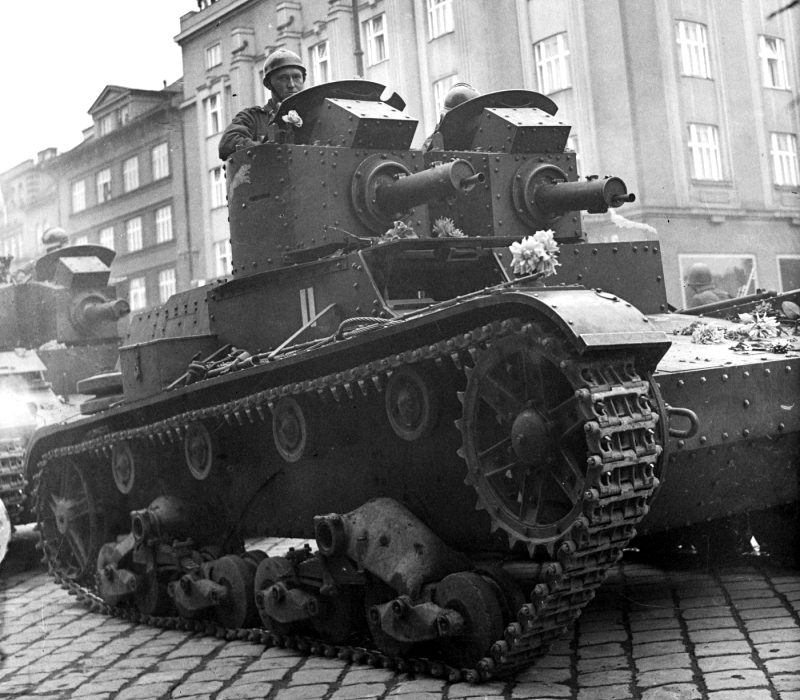
L'originale 7TP DW bitorretta

I lavori durarono per tutto il 1934 e si concentrarono sul motore, in quanto l'originale era sottopotenziato per il peso del mezzo. I polacchi lo sostituirono con un Saurer svedese a 6 cilindri costruito su licenza e contemporaneamente incrementarono la corazza frontale a 17 millimetri, portando così il peso a 9 tonnellate. Nel 1935 furono costruiti 4 prototipi di 7TP in acciaio con denominazione industriale PZInz. 220. Dopo alcune prove, in primavera iniziò la produzione del nuovo carro armato 7 Tonowy Polski dw, abbreviato in 7TP dw e stante per "(carro) da 7 tonnellate polacco bitorretta".

Il blindato nazionale manteneva il treno di rotolamento d'origine britannica, composto da due carrelli per lato con due ruote ciascuno, entrambi dotati di bilanciere e assicurati allo scafo mediante delle sospensioni a balestra. L'armamento standard comprendeva due mitragliatrici Browning wz. 30 da 7,92 mm, una per ogni torretta. Furono però sperimentate anche altre impostazioni, ad esempio montando una mitragliatrice Browning wz. 30 da 13,2 mm e tentando di installare un cannone da 37 mm Puteaux SA 1918 acquistato dalla Francia. In totale furono completati 22 o 24 carri fino al 1936, le cui torrette derivavano dai Vickers inglesi in deposito; la produzione fu interrotta poiché questa versione del carro era stata giustamente ritenuta solo temporanea, buona per acquisire esperienza con i mezzi corazzati ma nulla di più.

### Modello a torretta singola

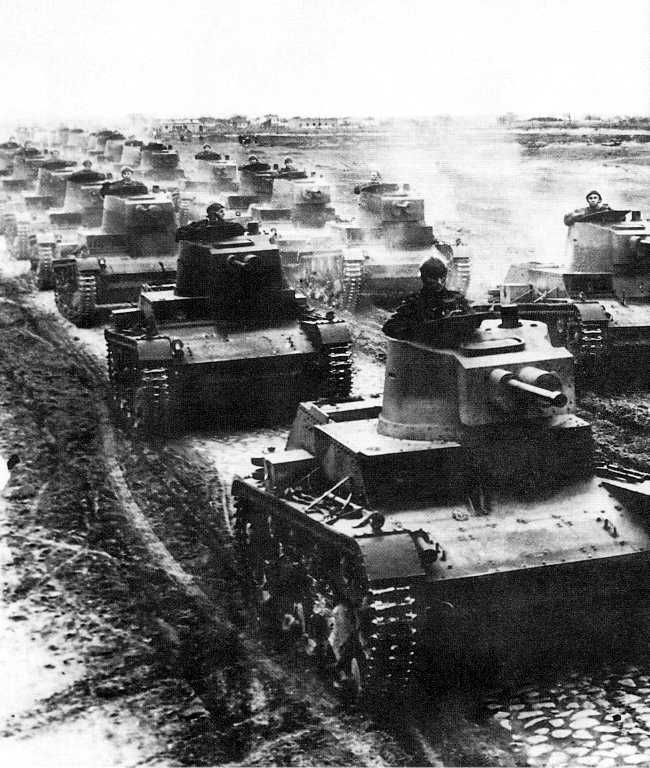
Carri 7TP a torretta singola durante un'esercitazione

I vertici dell'esercito avevano diramato nuove specifiche per un carro monotorretta dall'armamento migliorato: fu elaborata una serie di progetti e di proposte che prevedevano il montaggio di cannoni da 20, 40 o 55 mm. Gli schemi e il prototipo del nuovo veicolo erano pronti verso la fine del 1936 e, nel tardo 1937, fu aperta la linea d'assemblaggio del 7TP jw, ovvero "(carro) da 7 tonnellate polacco monotorretta", sebbene ora il blindato ne pesasse quasi 10. La nuova versione fu ottenuta montando sugli scafi prodotti in Polonia una torretta di fabbricazione svedese dotata di un cannone anticarro Bofors da 37 mm lungo 45 calibri (L/45) e una mitragliatrice leggera Browning wz. 33 da 7,92 mm. A partire dalle ultime settimane del 1938 i carri furono equipaggiati con una torretta ridisegnata atta a ospitare un impianto radio 2N/C. Diversi scafi di 7TP inoltre, benché inizialmente costruiti come versione a doppia torretta e lasciati incompleti, furono terminati installandone una sola. In totale furono fabbricati 97 esemplari fino al settembre 1939.

### Modello migliorato
Tra il 1938 e il 1939 il 7TP fu oggetto di studi: l'obiettivo era produrne una versione rimodernata denominata 9TP, dal peso di 11 tonnellate. Alla fine furono selezionati due progetti che in comune avevano la modifica della torretta, la sostituzione del motore originale con un Saurer CT1D (prodotto su licenza come PZInz. 155), l'allargamento dei cingoli e la revisione delle sospensioni. Il primo proponeva un aumento della corazzatura fino a 40 millimetri, mentre il secondo presentava delle protezioni frontali molto squadrate. Lo scoppio della guerra tuttavia non permise lo sviluppo di nessuno dei due.

### Derivati
In contemporanea alla costruzione dei 7TP jw, i tecnici polacchi si basarono sullo scafo di questi per realizzare un trattore d'artiglieria leggero chiamato C7P: durante il 1935 stesso il nuovo mezzo cominciò a essere consegnato alla truppe, che lo impiegarono anche come trasporto. Furono realizzati progetti per sviluppare un semovente antiaereo mediante l'installazione sul carro, privato di torretta e sovrastruttura, di due cannoni da 20 mm FK-A wz. 38 L/73,5 automatici, ma nel 1938 tutte le risorse furono riservate all'ampliamento delle forze corazzate.

## Altri utilizzatori
- Germania: il 27 settembre la campagna di Polonia terminò con la vittoria tedesca e la Germania si appropriò di 20 carri abbandonati dagli equipaggi. Alcuni furono ridipinti con il colore dei Panzer e le insegne dello Heer: furono fatti sfilare durante la parata della vittoria tenuta a Varsavia l'8 ottobre. Successivamente, essi sarebbero stati adibiti a carri da polizia o assegnati al traino di pezzi d'artiglieria.[3]
- [[File:

Flag of the Soviet Union (1936 – 1955).svg|class=noviewer|
Unione Sovietica (bandiera)|border|20x16px]] Unione Sovietica: i sovietici catturarono uno o forse più 7TP monotorretta e li testarono tra il 1939 e il 1940 a Kubinka, sebbene pare che non ne fossero stati impressionati.